# Ludwig Jehle
Ludwig Jehle (* 4. Oktober 1899 in Nürtingen; † 10. Juni 1960 in Reutlingen) war Schulmeister und Heimatforscher in Widdern. Er hat außerdem zahlreiche Gedichte verfasst.

## Leben
Jehle wurde in Nürtingen geboren und wuchs dort auch auf. 1939 übernahm er, inzwischen verheiratet und Vater von zwei Kindern, als Hauptlehrer die Leitung der Volksschule in Widdern. Seine Frau blieb mit den Kindern in Nürtingen. Er bezog die städtische Lehrerwohnung im ehemaligen Gemmingenschen Amtshaus, wo er sich selbst versorgte, wobei ihm seine Schwester gelegentlich im Haushalt half. In Widdern machte er sich bald um die Heimatkunde verdient, indem er die Ausgrabungen der Burg Widdern auf dem Schlossberg vorantrieb. Außerdem erforschte er Leben und Werk des 1830 in Widdern geborenen Musikprofessors Christian Burckhardt. Jehle ließ an Burckhardts Geburtshaus eine Erinnerungstafel anbringen, veranlasste die Benennung einer Anhöhe über der Stadt als Burckhardtsruh, gründete den seit 1825 bestehenden Burckhardtschor neu und dirigierte diesen anschließend auch. 1940 verfasste Jehle das Heimatgedicht Wo Jagst und Kessach sich vereinen, das 1941 von Otto Löffler vertont und zum Heimatlied Widderns wurde. 1947 zog Jehle nach Hausen bei Balingen. 1958 zog er in ein Altersheim in Reutlingen, wo er 1960 verstarb.
Von Jehle haben sich rund 30 Gedichte mit heimatlichen Bezügen und verschiedene kleinere heimatkundliche Beiträge zu Widdern erhalten. Eine 1941 gefertigte Gusstafel mit dem Porträt Jehles hat sich im Eingangsbereich der Widderner Schule erhalten.